# Lomtjärnarna, Västerbotten
Lomtjärnarna är en sjö i Skellefteå kommun i Västerbotten och ingår i Bureälvens huvudavrinningsområde.